# 20-Meter-Band

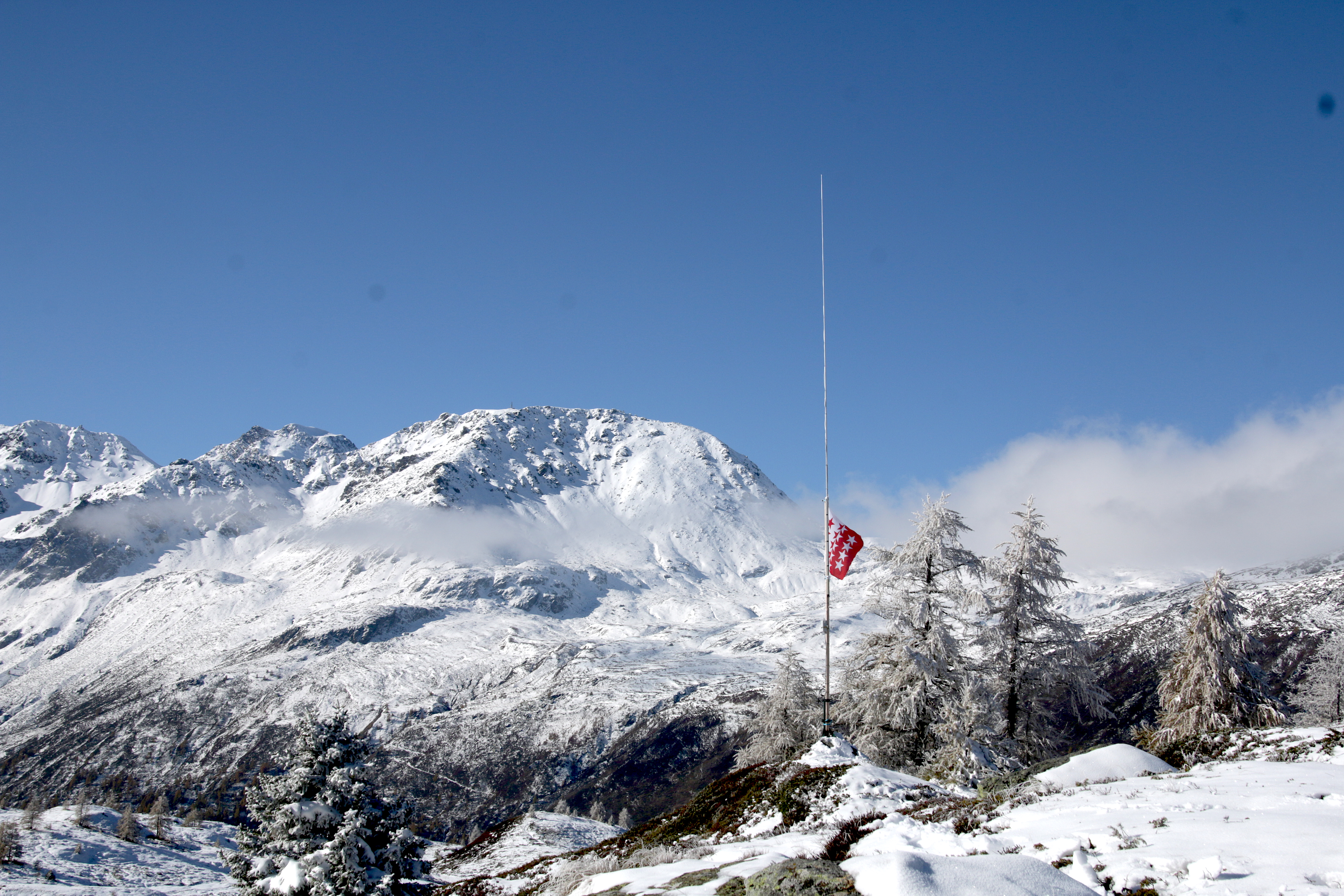
Ein HB9XBG-Vertikal-Dipol für das 20m-Band der Funkamateure

Das 20-Meter-Amateurfunkband erstreckt sich von 14,0 MHz bis 14,35 MHz. Der Name leitet sich von der ungefähren Wellenlänge dieses Frequenzbereiches ab. Es ist das klassische Weitverkehrsband (DX-Band). Im Sonnenfleckenmaximum ist es fast rund um die Uhr verwendbar, so dass Funkverbindungen mit allen Kontinenten möglich sind. Im Sonnenfleckenminimum hingegen ist das 20-Meter-Band nur tagsüber bzw. bis in die frühen Abendstunden benutzbar, fällt manchmal sogar ganz aus. Die Tote Zone ist oft größer als 1000 Kilometer.

## Bandplan
Der Amateurfunk-Bandplan sieht wie folgt aus:
| Frequenzbereich   | max. Bandbreite | Nutzung                                                                                  |
| ----------------- | --------------- | ---------------------------------------------------------------------------------------- |
| 14,000–14,060 MHz | 200 Hz          | CW, bevorzugter CW-Contestbereich, QRS-Aktivitätszentrum 14,055 MHz                      |
| 14,060–14,070 MHz | 200 Hz          | CW, bevorzugter CW-Contestbereich, QRP-Aktivitätszentrum 14,060 MHz                      |
| 14,070–14,089 MHz | 500 Hz          | Schmalband, Digimode, PSK31, FT8 auf 14,074 MHz                                          |
| 14,089–14,099 MHz | 500 Hz          | Schmalband, Digimode, automatische digitale Stationen                                    |
| 14,099–14,101 MHz | –               | Internationales Baken-Projekt, kein Sendebetrieb                                         |
| 14,101–14,112 MHz | 2700 Hz         | alle Betriebsarten, Digimode, automatische digitale Stationen                            |
| 14,112–14,125 MHz | 2700 Hz         | alle Betriebsarten                                                                       |
| 14,125–14,300 MHz | 2700 Hz         | alle Betriebsarten, bevorzugter SSB-Contestbereich, Aktivitätszentrum SSB QRP 14,285 MHz |
| 14,300–14,350 MHz | 2700 Hz         | alle Betriebsarten, Aktivitätszentrum „Weltweiter Notfunk“ 14,300 MHz                    |